# Selepa docilis
Selepa docilis är en fjärilsart som beskrevs av Butler 1881. Selepa docilis ingår i släktet Selepa och familjen trågspinnare. Inga underarter finns listade i Catalogue of Life.